# I Love It Loud
«I Love It Loud» es una canción de la banda estadounidense Kiss, del álbum de 1982 Creatures of the Night. Se ha convertido en una de las canciones favoritas de la banda en sus presentaciones en vivo, siendo tocada en casi todas las giras posteriores a Creatures. La canción fue escrita por el bajista Gene Simmons y el guitarrista Vinnie Vincent. 
Fue lanzada como sencillo en 1982. A pesar de lograr cierto impacto, el sencillo falló en alcanzar la lista Billboard Hot 100 en Estados Unidos, aunque estuvo cerca de conseguirlo, posicionándose en la casilla #102. Alcanzó el puesto #45 en las listas RPM Singles en Canadá, en marzo de 1983.

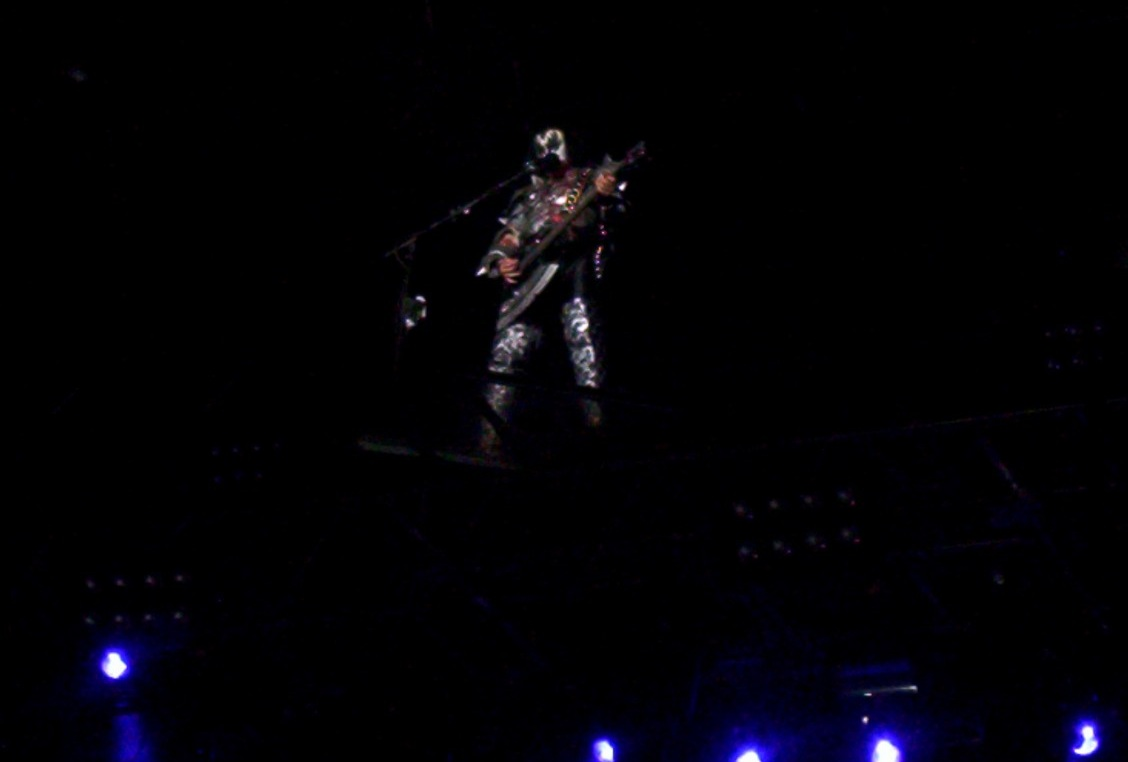
Gene Simmons interpretando "I Love It Loud" en una plataforma elevada en Bogotá, Colombia, 2009

## Vídeo musical
En el vídeo musical, se observa al principio a una familia comiendo. Luego de la intro de batería, el hijo se da vuelta y ve que el televisor no está funcionando, cuando se acerca al televisor y se arrodilla frente a él, aparece Gene Simmons cantando en un escenario vacío con la banda. En una parte, cuando Simmons sopla una antorcha, empieza a incendiarse un periódico, y un teléfono se derrite. Más adelante, luego del solo de guitarra, la heladera se abre sola y se cae lo que tiene dentro, después el padre quiere agarrar la taza de café, y esta explota. Más adelante, la pared se rompe por sí sola, y en el fondo se ve una luz blanca. Luego de esto, el televisor deja de funcionar, y el joven arrodillado se levanta y se va de la casa. Luego aparece una escena donde hay varios zombis, entre ellos, el joven. 
Al final, aparecen los integrantes de Kiss, dando por finalizado el clip.

## Álbumes
"I Love It Loud" aparece en los siguientes discos de Kiss:
- Creatures of the Night
- Alive III
- Smashes, Trashes & Hits
- Kiss 40 years: Decades of Decibels

## Créditos
- Gene Simmons - bajo, voz
- Paul Stanley - voz, guitarra (aparece en el video musical)
- Vinnie Vincent - guitarra
- Eric Carr - batería
- Ace Frehley - guitarra (aparece en el vídeo musical)
- Dave Wittman - Coros

## Versiones
En 1999, Snow grabó una versión de la canción en estilo reggae, titulada simplemente Loud, en su álbum Cooler Conditions.